# Kanton Munster
Munster is een voormalig kanton van het Franse departement Haut-Rhin. Het kanton maakte deel uit van het arrondissement Colmar tot dit op 1 januari 2015 met het arrondissement Guebwiller fuseerde tot het arrondissement Thann-Guebwiller. Op 22 maart van dat jaar werd het kanton opgeheven en werden de gemeenten opgenomen in het kanton Wintzenheim.

## Gemeenten
Het kanton Munster omvatte de volgende gemeenten:
- Breitenbach-Haut-Rhin
- Eschbach-au-Val
- Griesbach-au-Val
- Gunsbach
- Hohrod
- Luttenbach-près-Munster
- Metzeral
- Mittlach
- Muhlbach-sur-Munster
- Munster (hoofdplaats)
- Sondernach
- Soultzbach-les-Bains
- Soultzeren
- Stosswihr
- Wasserbourg
- Wihr-au-Val